# L'Extravagante Mlle Dee
Pour plus de détails, voir Fiche technique et Distribution.
L'Extravagante Mlle Dee (You Gotta Stay Happy) est un film américain réalisé par H. C. Potter, sorti en 1948.

## Synopsis
Dee Dee Dillwood, une riche héritière, a déjà renoncé à se marier cinq fois, au dernier moment. La sixième fois, son tuteur la pousse à au moins essayer pour de bon. Elle se marie donc avec Henry Benson, mais le soir de leur mariage elle quitte la chambre d'hôtel pour se réfugier dans la suite voisine, occupée par Marvin Payne. Après de nombreuses péripéties, ils finiront par tomber amoureux et elle l'aidera à monter sa compagnie d'aviation.

## Fiche technique
- Titre original : You Gotta Stay Happy
- Titre français : L'Extravagante Mlle Dee
- Titre belge : Monsieur propose... Madame dispose
- Réalisation : H. C. Potter, assisté de John Sherwood et Jack Hively (non crédité)
- Scénario : Karl Tunberg, d'après une histoire parue en feuilleton dans le Saturday Evening Post
- Direction artistique : Alexander Golitzen
- Décors : Russell A. Gausman, Ruby R. Levitt
- Costumes : Jean Louis
- Photographie : Russell Metty
- Son : Leslie I. Carey, Joe Lapis
- Montage : Paul Weatherwax
- Musique : Daniele Amfitheatrof
- Production : Karl Tunberg
- Production déléguée : William Dozier
- Société de production : Rampart Productions
- Société de distribution : Universal Pictures
- Pays d'origine :  États-Unis
- Langue originale : anglais
- Format : noir et blanc — 35 mm — 1,37:1 — son Mono (Western Electric Recording)
- Genre : Comédie romantique
- Durée : 100 minutes
- Dates de sortie :
  - États-Unis : 28 octobre 1948

## Distribution
- Joan Fontaine : Diana "Dee Dee" Dillwood
- James Stewart : Marvin Payne
- Eddie Albert : "Bullets" Baker
- Roland Young : Ralph Tutwiler
- Willard Parker : Henry Benson
- Percy Kilbride : Racknell
- Porter Hall : Caslon
- Marcy McGuire (en) : Georgia Goodrich
- Arthur Walsh (en) : Milton Goodrich
- William Bakewell : Dick Hebert
- Paul Cavanagh : Docteur Blucher
- Halliwell Hobbes : Martin
- Fritz Feld : Pierre
- Houseley Stevenson : Jud Tavis
- Edward Gargan (non crédité) : Détective

## Chanson du film
- "You Gotta Stay Happy" : paroles de Jack Brooks, musique de Dan Alexander

## Circonstance de tournage
Durant le tournage pendant une prise de vue à l'aérodrome de Newmark (New Jersey) un échafaudage métallique s'est écroulé, blessant au moins 9 personnes. L'acteur principal James Stewart faillit être blessé et la jeep dont il venait de descendre fut endommagée 